# Leah Saunders
Leah Saunders (* 7. Februar 1993) ist eine australische Ruderin. 2019 wurde sie Weltmeisterschaftszweite im Achter.

## Sportliche Karriere
Leah Saunders war 2011 mit dem Doppelvierer Zehnte bei den Junioren-Weltmeisterschaften. 2014 war sie Achte bei den U23-Weltmeisterschaften. Bei den U23-Weltmeisterschaften 2015 gewannen Leah Saunders, Rowena Meredith, Tessa Carty und Georgina Gotch Silber hinter den Polinnen. 2017 belegte Leah Saunders zusammen mit Genevieve Horton, Rowena Meredith und Caitlin Cronin den zweiten Platz beim Weltcup in Posen, beim Weltcup-Finale in Luzern erreichten die vier Australierinnen den dritten Platz. Bei den Weltmeisterschaften 2017 in Sarasota waren sie Sechste.
2018 wechselte Saunders vom Skull- zum Riemen-Rudern. Mit dem australischen Achter in der Besetzung Leah Saunders, Georgina Gotch, Rosemary Popa, Georgina Rowe, Annabelle McIntyre, Ciona Wilson, Jacinta Edmunds, Emma Fessey und Steuermann James Rook gewann sie hinter dem Boot aus den Vereinigten Staaten und den Kanadierinnen Bronze bei den Weltmeisterschaften in Plowdiw. 2019 siegten die Australierinnen beim Weltcup in Posen und belegten in Rotterdam den zweiten Platz hinter den Neuseeländerinnen. In der Besetzung Leah Saunders, Jacinta Edmunds, Bronwyn Cox, Georgina Rowe, Rosemary Popa, Annabelle McIntyre, Jessica Morrison, Molly Goodman und James Rook gewannen die Australierinnen bei den  Weltmeisterschaften in Linz/Ottensheim Silber hinter Neuseeland und vor dem Boot aus den  Vereinigten Staaten.
Die etwa 1,78 m große Leah Saunders ist Ergotherapeutin für Kinder und startet für den Sydney Rowing Club.